# Лонгин Печерски
Лонгин Печерски - је светитељ Руске православне цркве, монах, чувар улазне капије манастира Кијево -Печерске лавре.
Познато је само да се подвизавао у Кијево-Печерском манастиру у другој половини 13. века, где је обављао дужности чувара капије и друга послушања и био познат по својој понизности и светости живота . Лонгинова марљивост и кротост били су награђени и он је почашћен даром проницљивости: помагао је људима који су у манастир долазили са добрим намерама, док је друге оштро опомињао и покушавао да доведе до покајања пред Богом .
Након смрти, сахрањен је у Теодосијевим пећинама Кијево-Печерске лавре . Сачуван је натпис на пећинској табли: "... свето и праведно пролазећи монашку послушност, од Свезнајућег Бога примио је дар чуда, као да је познавао најунутарње мисли оних који долазе у манастир и одлазе ..."  .
Православна црква прославља преподобног Лонгина 16. октобра  и 28. августа заједно са прославом Сабора монашких отаца Кијевских пећина .